# Marco Mumenthaler
Marco Mumenthaler (* 23. Juli 1925 in Bern; † 30. Januar 2016; heimatberechtigt in Langenthal) war ein Schweizer Neurologe, Hochschullehrer und Rektor der Universität Bern sowie Fachautor.

## Leben
Mumenthaler wuchs als Sohn von Auslandschweizern in Mailand auf, wo er die Maturitätsprüfung absolvierte. Anschliessend studierte er Medizin an den Universitäten Zürich, Paris, Amsterdam und Basel und schloss 1950 in Basel mit dem Staatsexamen ab; im selben Jahr wurde er bei Gian Töndury in Zürich promoviert. An den Universitäten von Paris und Zürich liess er sich zum Spezialarzt für Neurologie ausbilden. 1960 wurde er bei Fritz Lüthy an der Universität Zürich für Neurologie habilitiert. Er wirkte als Oberarzt an der Neurologischen Universitätsklinik Zürich und Leiter der Forschungsabteilung dieser Klinik. 1961/1962 war er als Visiting Associate bei den National Institutes of Health.
1962 wurde er  Direktor der Neurologischen Universitätsklinik Bern und vollamtlicher Extraordinarius der Universität Bern. 1966 wurde er zum Ordinarius befördert. Im Herbst 1990 wurde er emeritiert. Er war von 1989 bis 1991 zwei Jahre lang Rektor der Universität Bern. Anschliessend liess er sich als Fachneurologe in Zürich nieder und war weiterhin in der universitären Lehre sowie in der Fortbildung für Ärzte tätig. 2012 gab er diese Tätigkeiten auf.
Mumenthalers Hauptlehr- und Forschungsgebiet waren die Erkrankungen peripherer Nerven und der Muskelerkrankungen. Er veröffentlichte 370 Arbeiten in wissenschaftlichen Zeitschriften, 39 Veröffentlichungen in nichtmedizinischen Zeitschriften und 87 Monographien. Hinzu kommen Buchbeiträge und Übersetzungen sowie audiovisuelle Produktionen. Ein Lehrbuch der Neurologie erschien in dreizehn deutschsprachigen Auflagen sowie in elf Übersetzungen, ein Lehrbuch der Erkrankung peripherer Nerven in neun deutschsprachigen und vier ausländischen Auflagen, eine Neurologische Differentialdiagnostik in sechs deutschsprachigen Auflagen und in sieben Übersetzungen.

## Auszeichnungen und verliehene Mitgliedschaften (Auswahl)
- Präsident der Schweizerischen Neurologischen Gesellschaft (1969–1971)
- Ehrenpräsident der Schweizerischen Neurologischen Gesellschaft (1971)
- Wahl in die Deutsche Akademie der Naturforscher Leopoldina und Ernennung zum Senator (1978)[5]
- Mitglied des Internationalen Komitees vom Roten Kreuz in Genf (1989–1993)
- Ehrenmitglied der Deutschen Neurologischen Gesellschaft (1995)
- Korrespondierendes Mitglied der Société Française de Neurologie
- Korrespondierendes Mitglied der Società Italiana di Neurologia
- Korrespondierendes Mitglied der American Neurological Association
- Ehrenmitglied der Deutschen Gesellschaft für Geschichte der Nervenheilkunde
- Mitglied der Schweizerischen Vereinigung für Neuropathologie
- Mitglied der Royal British Society of Medicine
- Ehrenmitglied der Zürcher Neurologengesellschaft
- Gründungs- und Ehrenmitglied der Schweizerischen Kopfwehgesellschaft[2]

## Schriften
- Neurology, 1990
- Neurologic Differential Diagnosis, 1992
- Klinische Untersuchung und Analyse neurologischer Syndrome, 1993
- Basiswissen Neurologie, 1996
- Neurologie, 2002
- Neurologische Differentialdiagnostik, 1997
- Neurologie Interaktiv 1.0, 1 CD-ROM, 1998
- Fallgruben in der Neurologie, 2001
- Kopfschmerz Interaktiv (zusammen mit Christof Daetwyler), CD-ROM und englischsprachige Onlineversion: Headache interactive on-line (Memento vom 11. Dezember 2024 im Internet Archive), ausgezeichnet mit dem Europäischen Preis «European Academic Software Award 2000»